# Caulotops
Caulotops is een geslacht van wantsen uit de familie van de Miridae (Blindwantsen). Het geslacht werd voor het eerst wetenschappelijk beschreven door Bergroth in 1898.

## Soorten
Het genus bevat de volgende soorten:

- Caulotops agavis Reuter, 1909
- Caulotops barberi Knight, 1926
- Caulotops cyaneipennis Reuter, 1908
- Caulotops distanti (Reuter, 1905)
- Caulotops nigrus Carvalho, 1985
- Caulotops platensis (Berg, 1883)
- Caulotops puncticollis Bergroth, 1898
- Caulotops tibiopallidus Carvalho, 1985